# CTA-102
CTA-102は、ペガスス座の方向にあるクエーサーである。
CTA-102は、1960年代にカリフォルニア工科大学によって電波源として発見された。1963年にロシアの天文学者ニコライ・カルダシェフによって地球外文明からの電波源ではないかと提案され、1965年にGennady Sholomitskiiによって電波源の天体が追試として発見された。後にクエーサーと判明するまで、この電波源は強い関心をもって観測されていた。
CTA-102はその後も、1995年から定期的に超長基線アレイによって観測されている。また、ガンマ線フレアも観測されている。